# Avroult
Avroult (Nederlands, verouderd: Averhout) is een gemeente in het Franse departement Pas-de-Calais (regio Hauts-de-France) en telt 510 inwoners (1999). De plaats maakt deel uit van het arrondissement Sint-Omaars.

## Naam
De plaatsnaam heeft een Oudnederlandse herkomst. De oudste vermelding van plaatsnaam is van 1139 als Averhout. Het betreft een samenstelling van de woorden aver (nageslacht) en hout (bos of woud) De huidige Franstalige plaatsnaam is hiervan een fonetisch nabootsing.

## Geschiedenis
Het gemeentelijk wapen, is op de schildzoom na, gebaseerd op het wapen van de familie d'Averhoult die hier sinds de 13e eeuw gegoed was.

## Geografie
De oppervlakte van Avroult bedraagt 4,8 km², de bevolkingsdichtheid is 106,3 inwoners per km².
De onderstaande kaart toont de ligging van Avroult met de belangrijkste infrastructuur en aangrenzende gemeenten.

## Demografie
Onderstaande figuur toont het verloop van het inwonertal (bron: INSEE-tellingen).